# Vaiva Vo, Arizona
Vaiva Vo je naseljeno područje za statističke svrhe u američkoj saveznoj državi Arizona. Prema popisu stanovništva iz 2010. u njemu je živjelo 128 stanovnika.